# Phleum
Genre
Classification APG III (2009)
Le genre Phleum rassemble des plantes herbacées appelées fléoles, de la famille des Poaceae (graminées).

## Liste des espèces et sous-espèces
Selon The plant list et Tela botanica
- Phleum alpinum - fléole des Alpes
- Phleum arenarium - fléole des sables
  - Phleum arenarium f. caesium (H.Scholz) B.Bock -  fléole bleue
- Phleum bertolonii DC.
- Phleum boissieri Bornm.
- Phleum × brueggeri K.Richt.
- Phleum crypsoides
- Phleum echinatum Host
- Phleum exaratum
- Phleum gibbumum Boiss.
- Phleum himalaicum Mez
- Phleum hirsutum - fléole hirsute
- Phleum iranicum Bornm. & Gauba
- Phleum montanum
- Phleum nodosum L. [1759] Synonyme de Phleum pratense var. nodosum  - fléole bulbeuse, fléole noueuse, fléole tardive
- Phleum paniculatum - fléole en panicules, fléole paniculée, fléole rude, phléole rude
- Phleum phleoides - fléole de Boehmer, fléole fausse fléole, phléole de Boehmer
- Phleum pratense - fléole des prés, phléole des prés, queue-de-rat, timothée
  - Phleum pratense subsp. bertolonii - fléole noueuse
- Phleum rhaeticum - fléole des Alpes rhétiques, fléole rhétique, phléole des Alpes rhétiques, phléole rhétique
- Phleum subulatum (Savi) Asch. & Graebn - phléole subulée
- Phleum × viniklarii Röhl.

Selon ITIS (30 janv. 2017) :
- Phleum alpinum L.
- Phleum arenarium L.
- Phleum exaratum Hochst. ex Griseb.
- Phleum paniculatum Huds.
- Phleum pratense L.
- Phleum subulatum (Savi) Aschers. & Graebn.